# A vita érvelési szakasza
Tényfeltáró eljárások és a vitakultúra része a megfelelő érvelés. A bevezető tisztázó lépések után a vita érvelési szakasza már a részletek pontosítására és kibontására törekszik.

## A vita szakaszai
Egy ideálisnak vélt vitában négy szakasz különíthető el egymástól, melyek a következők:
- a konfrontációs szakaszban a véleménykülönbség felszínre kerül,
- a nyitó szakaszban nyilvánossá válnak a vita szerepei és elköteleződései és eldől, van-e elég "közös pont", amely lehetővé teszi a véleménykülönbség feloldását.
- Az érvelési (argumentációs) szakaszban történik a kritikai ellenvetések visszaverése, majd
- a záró szakaszban a vita eredménye megfogalmazódik - ha nincs egyetértés, akkor véleménykülönbség feloldása nem történt meg.

Minden szakaszhoz különböző szabályok kapcsolódnak, melynek teljesülniük kell a vita folyamán, továbbá leírják, hogy hogyan kell a feleknek a racionális vitában viselkedniük. Ahhoz, hogy céljainkat elérjük a vita folyamán, észszerű tehát ennek megfelelően viselkedni. Így, ilyen értelemben ezek a szabályok a racionális vita normatív modelljét is jelentik. A következőkben az argumentációs szakasz szabályait fogjuk részletesen górcső alá venni.

## Az argumentáció szó jelentése
Az argumentáció egy olyan okkal való bizonyítás, amely egy gondolat vagy cselekvés megváltoztatására irányul és egy álláspont igazolására szolgál. Bizonyítás során azokból a kijelentésekből indulunk ki, melyek már alátámasztottak és igazoltak, a bizonyítékok megkérdőjelezhetetlenek, ahogy az álláspont is. Érdekesség, hogy a XX. században második felében alakult ki azon elméleti keret, melyben a bizonyítás, mint szempont- és eszközrendszer, illetve mint a szöveg tulajdonsága érvényesülhet. Daniel J. O’Keefe megkülönböztette az argumentációt, mint valamely érv létrehozását és az argumentációt, mint valamely érvek ütköztetését. (vö. O’KEEFE 2001, 575–583)

## Az argumentációs szakasz szabályai
1. a feleknek érveléssel indokolniuk kell saját álláspontjukat
2. a feleknek érvekkel alátámasztva kritizálniuk kell a másik érvelését
3. a feleknek csak annyit szabad felhasználni az érvelésben, amennyit a másik elkötelezettségei megengednek
4. aki olyat állít, ami nincs benne a másik elkötelezettségeinek halmazában, annak indokolnia kell állítását

Az argumentációs szakaszban a szabályok segítségével, azt fogalmazzuk meg, hogy a résztvevőknek milyen módon kell megnyilatkozniuk. Egy elemi vita folyamán a protagonista fél felvezet egy álláspontot, amit az antagonista fél megkérdőjelez. Az álláspontot felvezetőnek érveket kell hoznia, hogy védje álláspontját. A vitában azt kell eldönteni, hogy az említett érvek alapján helyesek-e a premisszák, vagyis a képviselt álláspont. Az a vita, melyben az egyik személy állít valamit és a másik pedig szkeptikusan lép fel vele szemben aszimmetrikus vitának nevezzük. A szerepek aszimmetriája miatt a két fél érvei nem összehasonlíthatóak, mindkét fél a saját álláspontját védi, és a másikét támadja. 

### A saját álláspont bizonyításakor a következőképp járhatunk el
- Internális bizonyítás: a másik által elfogadott állításokból vezeti le a saját álláspontját, ez a legmeggyőzőbb bizonyítási forma
- Externális bizonyítás: új bizonyítékok bevezetése indoklással
- Tipikus hiba: a bizonyítási kötelezettség áthárítása

### Az ellenfél álláspontjának kritizálása során pedig így
- Internális kritika: az ellenfél által elfogadott premisszák alapján kritizálni az álláspontját (érvelési hibák kimutatása),
- Externális kritika: új bizonyítékok, ismeretek bevezetése indoklással, majd ezek alapján a másik álláspont bírálata.

Csak akkor kell az álláspontok megindokoltságát összehasonlítani, ha nincs egyértelmű eredmény. Az internális bizonyítás és kritika nem hoz új információt a vitába, csak azokat használja fel az álláspont bizonyításához, illetve a másik érvelésének kritikájához, amelyek explicite vagy implicite benne vannak a másik érvelésében. Externális bizonyításról illetve externális kritikáról akkor beszélünk, ha a másik fél által még el nem fogadott új bizonyítékok, addig fel nem használt információk is felhasználásra kerülnek, ez a gyakoribb eset.
Externális bizonyítással és kritikával a probléma új megvilágításba kerülhet, a felek új információkhoz jutnak. Az új információk jelentősen segítik a vita céljának elérését, de mint a negyedik szabály rámutat, a feleknek új információk esetén joguk van bizonyítékokat kérni, és az új információk csak azután használhatók fel, miután a másik azt elfogadta.

## Aszimmetrikus vita
Az aszimmetrikus vita lehet: bírósági tárgyalás vagy diplomavédés. 
- Bírósági tárgyalás: Az ügyész feladata, hogy bizonyítsa a vádlott bűnösségét, míg az ügyvédé, hogy az előadott bizonyítékok alapján azt bizonyítsa be, hogy korántsem biztos a személy bűnössége, vagyis nincs más teendője, mint kritizálni az ügyész érvelését.
- Diplomavédés: Az opponens feladata, hogy kritikusan lépjen fel a vizsgázóval szemben, de a saját álláspontját nem kell kifejteniük és megvédeniük.

Az aszimmetrikus vitahelyzetekben nem tudjuk a két vitázó érveit összehasonlítani, az a személy, aki a szkeptikus pozícióban van, gyakran olyan követelményeket támasztanak az állító érvelésével szemben, amit sokszor nem lehet elvárni.
Példa:
- Kata: Hűű ez a fiú nagyon aranyos és kedves veled, biztosan tetszel neki!
- Kira: Kedvesnek ugyan kedves, de az még nem jelenti azt, hogy randira is el fog hívni vagy járni szeretne velem.
Ebben az esetben Kira ellenvetése indokolt, ugyanakkor a barátnője által adott indoklást sem lehet elhanyagolni.
Vagy:
- Alma:    Biztosan megcsalt. Napok óta fel sem hív, ha meg én keresem, akkor meg nem veszi fel a mobilját.
- Bíborka: Á, dehogy, nem létezik. Hiszen rajtad kívül nincs más barátnője és még csak pár hónapja jártok. Lehet valami komoly dolga van és napközben, azért nem tudja felvenni a telefont. 
Különben is, ha valami baja lenne veled, biztos megmondaná. Te magad mondtad, hogy nagyon szeret téged, kétlem, hogy megcsalna.
- Alma:    Ugyan már, az semmit nem jelent! Ki tudja, hogy merre járt az elmúlt napokban és mit történt vele. Sosem lehet tudni, hogy a barátai éppen mire beszélik rá!

### Összetett vita
Az aszimmetrikus vita során, nem csak egyetlen álláspont merülhet fel. Összetett vitáról beszélünk, mikor több és különböző álláspont melletti elköteleződés figyelhető meg. pl: Politikai beszéd.
A viták többségénél a másik fél nem csak érveket akar hallani egy adott állásponttal kapcsolatban, hanem tagadni is szeretné azt. Ilyenkor kevert vita helyzetről beszélünk, mindkét félnek érvekkel kell alátámasztani álláspontját.
A szimmetrikus vita esetében, a partnerek részben ellentmondó állítást szegeznek egymásnak, ilyenkor el kell dönteni, hogy kinek van igaza. Gyakran fennállhat az a helyzet, hogy valamelyik fél megpróbál kibújni a bizonyítás feladata alól, ami érvelési hiba. A szimmetrikus vitában az a cél, hogy aki állít valamit, annak azt be is kell bizonyítania.  Ezt a legkönnyebben, így lehetne ábrázolni:
Példa:
– Balázs: Ennek a mikroökonómiának semmi értelme, nem érdekel ez az egész és ennek a későbbiekben úgy sem veszem hasznát.
– Márk:   Ezt honnan veszed?
– Balázs: Most ezt komolyan kérdezed? Szerinted mi értelme lenne? Nem közgazdász szeretnék lenni.
A modellből láthatjuk, hogy a racionális vita előfeltétele, hogy a vitázó felek egyetértésre törekedjenek. Meg kell állapítaniuk, hogy mi legyen a vita témája, milyen szabályok szerint haladjanak, és az általuk felhozott érveket mikor tekintsék jónak-elfogadhatónak illetve rossznak-elfogadhatatlannak. Ezen túlmenően, el kell fogadniuk egymás bizonyítékait, meggyőzésnél pedig, a két fél által elfogadottakra kell támaszkodniuk. Ha mindezek nincsenek meg, akkor nem jöhet létre racionális vita. A négy argumentációs szabály feltételezi, hogy létezik közös alap.